# Megachile grandibarbis
Megachile grandibarbis là một loài Hymenoptera trong họ Megachilidae. Loài này được Pérez mô tả khoa học năm 1899.